# Basket vid olympiska sommarspelen 1976
Basketturneringen vid olympiska sommarspelen 1976 hade 12 deltagarländer som var indelade i två grupper. Bland herrarna hade varje grupp sex lag där de fyra första gick vidare till kvartsfinalspel. På damsidan fanns det totalt 6 lag.  

## Medaljfördelning
| Klass              | Guld | Silver | Brons |
| Herrar Detaljer... | USA (USA) Phil Ford Steve Sheppard Adrian Dantley Walter Davis Quinn Buckner Ernie Grunfeld Kenneth Carr Scott May Tate Armstrong Tom LaGarde Phil Hubbard Mitch Kupchak                                                                   | Jugoslavien (YUG) Blagoje Georgijevski Dragan Kićanović Vinko Jelovac Rajko Žižic Željko Jerkov Andro Knego Zoran Slavnić Krešimir Ćosić Damir Solman Žarko Varajić Dražen Dalipagić Mirza Delibašić | Sovjetunionen (URS) Vladimir Arzamaskov Oleksandr Salnykov Valerij Miloserdov Älzjan Zjarmuchamedov Andrej Makejev Ivan Jedesjka Sergej Belov Vladimir Tkatjenko Anatolij Mysjkin Micheil Korkia Aleksandr Belov Volodymyr Zjygilij |
| Damer Detaljer...  | Sovjetunionen (URS) Olga Barysheva Tamara Daunienė Natalya Klimova Tatyana Ovechkina Angelė Rupšienė Nadezhda Shuvayeva Nadezhda Zakharova Uljana Semjonova Raisa Kurvyakova Nelli Feryabnikova Olga Sukharnova Tatiana Zakharova-Nadirova | USA (USA) Cindy Brogdon Susan Rojcewicz Ann Meyers Lusia Harris Nancy Dunkle Charlotte Lewis Nancy Lieberman Gail Marquis Patricia Roberts Mary Anne O'Connor Patricia Head Julienne Simpson         | Bulgarien (BUL) Krasimira Bogdanova Diana Dilova Krasimira Gyurova Penka Metodieva Snezhana Mikhaylova Girgina Skerlatova Mariya Stoyanova Margarita Shtarkelova Petkana Makaveeva Nadka Golcheva Penka Stoyanova Todorka Yordanova |

## Herrarnas slutställning
1. USA
2. Jugoslavien
3. Sovjetunionen
4. Kanada
5. Italien
6. Tjeckoslovakien
7. Kuba
8. Australien
9. Puerto Rico
10. Mexiko
11. Japan
12. Egypten

## Damernas slutställning
1. Sovjetunionen
2. USA
3. Bulgarien
4. Tjeckoslovakien
5. Japan
6. Kanada